# Spiritualismo
Si definisce genericamente spiritualismo ogni dottrina che, contrapponendosi al materialismo, e talora anche al razionalismo, afferma l'esistenza nell'uomo di un principio spirituale, diretta testimonianza della coscienza, dal quale è possibile desumere valori e interessi immateriali riscontrabili nei rapporti religiosi, morali, affettivi ecc.

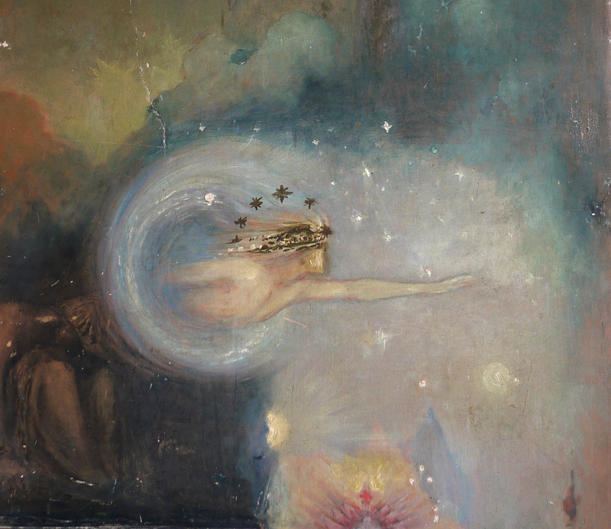
Dettaglio da un murale di George William Russell e William Butler Yeats (anni 80 del XIX secolo), ispirato allo spiritualismo teosofico che avrebbe informato l'arte moderna.

- Secondo Rufus M. Jones (1853-1948), lo Spiritualismo può esser definito come la dottrina secondo la quale realtà ultima dell'universo è lo Spirito, un'Intelligenza superiore, simile allo spirito umano, che è fondamento e spiegazione razionale dell'intero universo. In un senso simile il termine è stato utilizzato per indicare la concezione idealistica, secondo cui nulla esiste ad eccezione di uno Spirito assoluto e degli spiriti finiti, per cui il mondo sensibile è soltanto un regno di idee [3].

- Nella terminologia cristiana il termine Spiritualismo viene utilizzato per sottolineare l'influenza diretta dello Spirito Santo in ambito religioso, specialmente per indicare l'insegnamento del Vangelo secondo Giovanni[3] («lo spirito soffia dove vuole», Gv, 3, 8). Anche i valdesiani furono designati come una forte componente del movimento filosofico-religioso definito "spiritualismo", diffuso soprattutto in Italia nel XVI secolo.

- Talvolta il termine viene utilizzato impropriamente, in luogo del termine Spiritismo, una credenza che afferma che esistono entità spirituali e che gli esseri umani, dotati di facoltà medianiche, possano comunicare con loro. Allan Kardec e Arthur Conan Doyle [4] confermarono che lo Spiritismo è spiritualista (ma non viceversa). Come conseguenza, molti studi sullo spiritualismo furono largamente accettati nello spiritismo, in particolare gli studi dei fisici William Crookes [5], Oliver Joseph Lodge e altri.

## Storia del pensiero spiritualista
Il termine "spiritualismo" deriva dalla parola latina spiritus, e non ha un corrispondente diretto nella lingua greca antica che utilizza la parola pnéuma (πνεῦμα), inteso come "soffio", "aria", "respiro" e quindi, secondo lo stoicismo, come "spirito vivificante", che dà vita alla realtà impregnandola di sé.
Un concetto filosofico greco più affine a quello odierno di spirito è «nous» (nùs), cioè intelletto.
Nella storia della filosofia occidentale per spiritualismo si può intendere ogni dottrina basata sulla preminenza della realtà spirituale, come in Platone, o sul valore assegnato alla metafisica, sia dualista che monista.
Più specificamente viene rapportato a un indirizzo filosofico che nacque e si sviluppò nel XIX secolo in Francia e in Italia, diretto polemicamente contro il positivismo, lo scientismo e il materialismo: a queste dottrine esso contrapponeva una rinascita della metafisica intesa nel senso cristiano agostiniano. 

### Secolo XIX

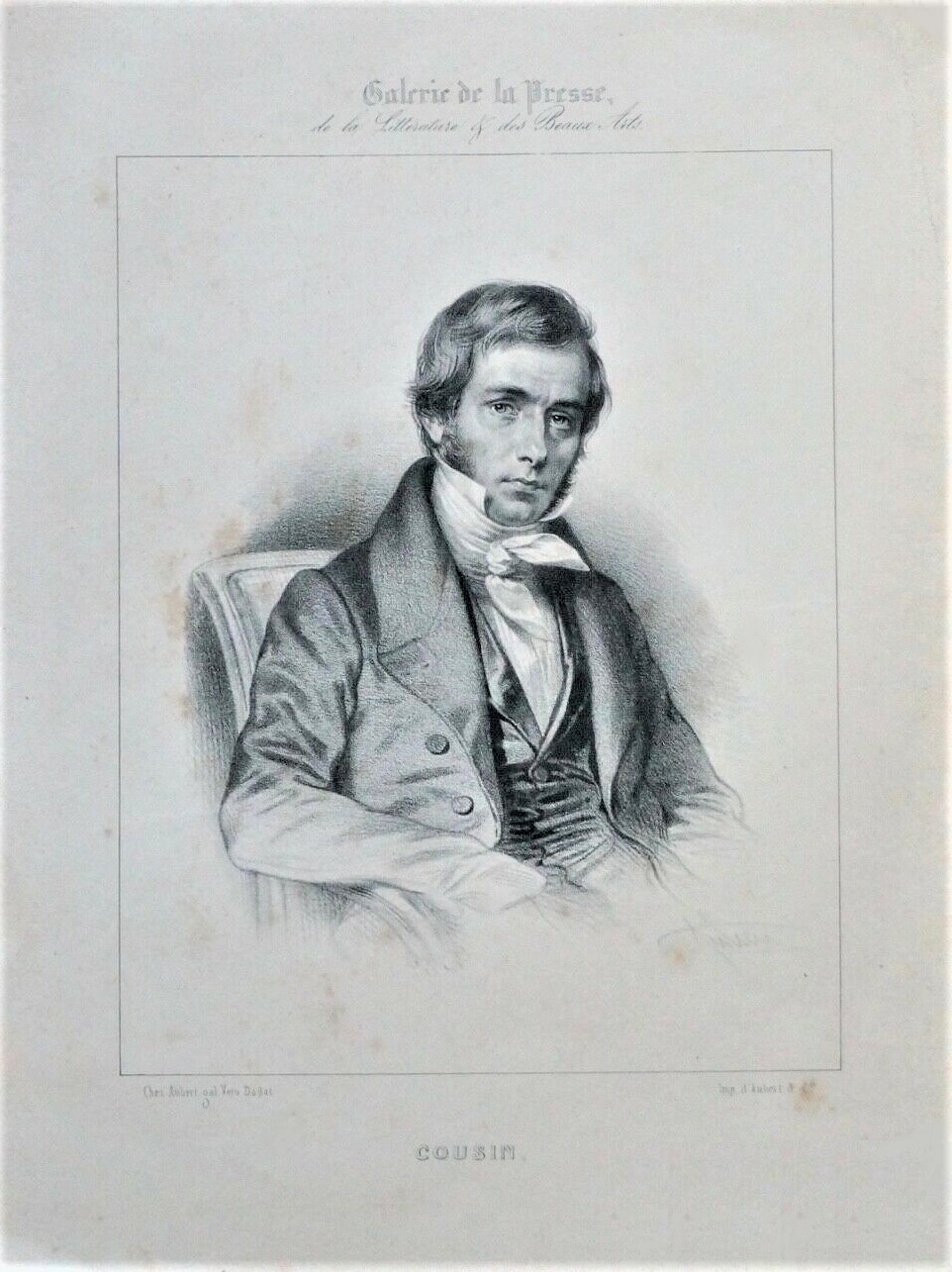
Victor Cousin, ritratto nel 1820

Il termine si trova usato per la prima volta da Victor Cousin, uno dei principali autori dell'introduzione in Francia dello Spiritualismo.
Cousin in età giovanile aveva subìto l'influsso di Locke e Condillac; in seguito abbracciò la corrente filosofica dell'idealismo sotto l'influenza di Maine de Biran e Friedrich Schelling, con cui ebbe degli scambi, elaborando la sua dottrina in opposizione al sensismo degli idéologues, e approdando a una sintesi eclettica anche delle idee di Kant, Cartesio e degli idealisti scozzesi.
Scriveva nel suo libro Sul vero, il bello e il bene del 1853, riprendendo la dottrina platonica coniugata col messaggio evangelico del cristianesimo:
Questa filosofia insegna la spiritualità dell'anima, la libertà e la responsabilità delle azioni umane, le obbligazioni morali, la virtù disinteressata, la dignità della giustizia, la bellezza della carità; e al di là dei limiti di questo mondo essa mostra un Dio, autore e tipo dell'umanità, il quale, dopo averla creata, evidentemente per uno scopo eccellente, non l'abbandonerà nello sviluppo misterioso del suo destino.»
In Francia lo spiritualismo assunse quindi le caratteristiche di una riaffermazione della superiorità del pensiero e di una visione della realtà ritenuta spirituale nella sua essenza, andando alla ricerca di una spiritualità da vivere come esperienza concreta. Sorto come reazione al positivismo, si basava su vari apporti derivanti dal pensiero tradizionale risalente a Cartesio, Pascal, Malebranche, Maine de Biran.
La diffusione di questa corrente filosofica si ebbe in seguito con le teorie di Félix Ravaisson, Charles Renouvier, Jules Lachelier, Henri Bergson, Émile Boutroux e Maurice Blondel.
In Italia, dove Cousin aveva contatti con Manzoni, d'Azeglio ed altri, lo spiritualismo ottocentesco, di impronta romantica, fu la principale caratteristica delle correnti filosofiche del Risorgimento. I primi due esponenti vengono considerati Antonio Rosmini e Vincenzo Gioberti, che riprendono i temi agostiniani dell'interiorità della coscienza e dell'illuminazione divina, l'uno in vista di una riforma religiosa mirante al trascendente, l'altro più rivolto al recupero della funzione civile della tradizione cristiana.
Anche Giuseppe Mazzini, pur sostenitore di una visione laica o comunque non riconducibile al cattolicesimo, sviluppò una forma di spiritualismo incentrata sul dovere etico e la missione nazionale dei popoli.
Altri esponenti dello spiritualismo come Vera e Spaventa rientrano nella corrente del neohegelismo.

### Secolo XX

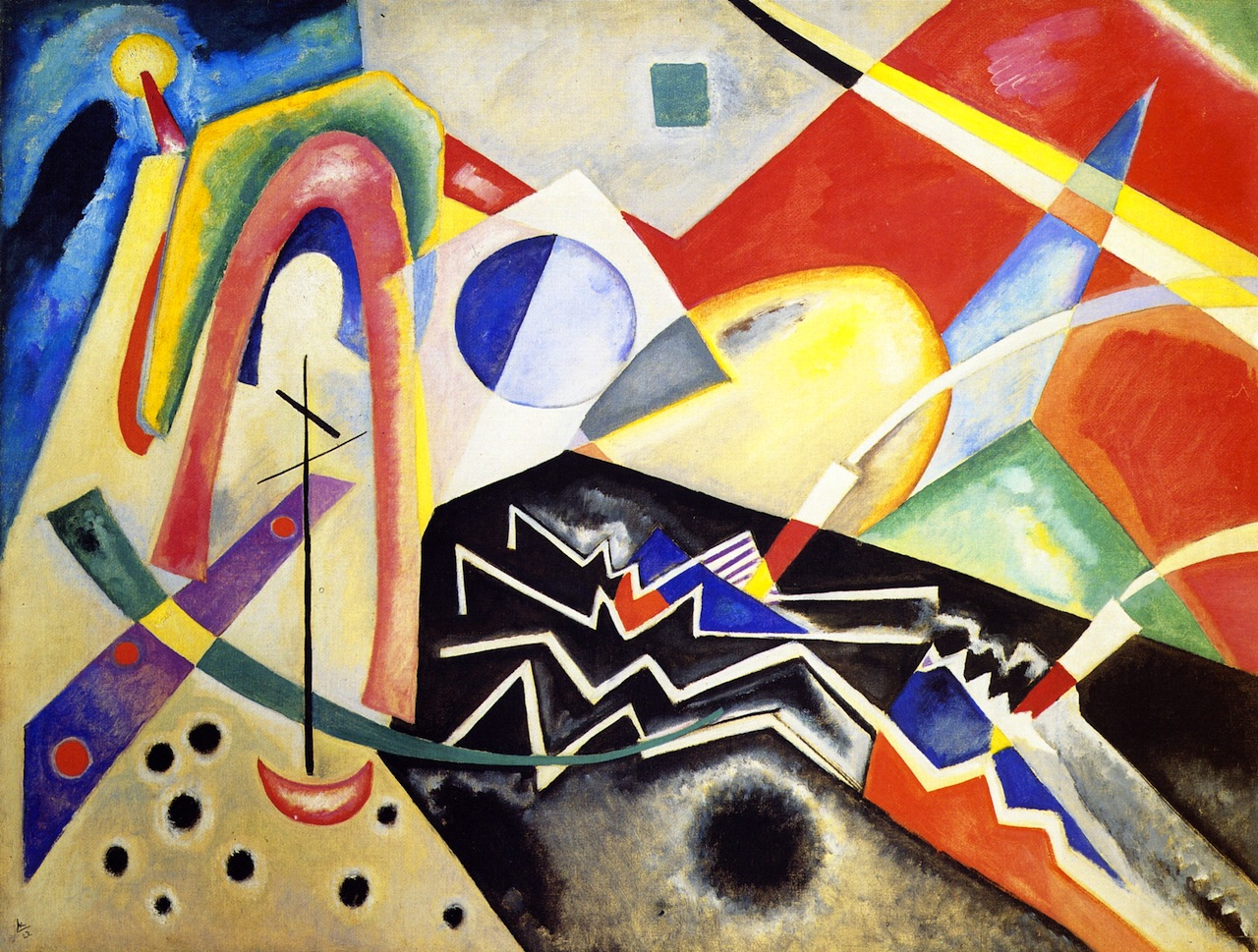
Zig Zag bianchi, olio su tela di Vasilij Kandinskij (1922), una delle espressioni artistiche dello spiritualismo novecentesco.

Nel XX secolo si trovano due correnti dello spiritualismo: la prima ancora in Francia nel 1934 con la pubblicazione della collana "Filosofia dello Spirito" a cura di Louis Lavelle e di René Le Senne che si rifanno ai temi classici dell'interiorità spirituale considerati alla luce delle nuove problematiche dell'esistenzialismo cristiano.
La seconda corrente si sviluppa negli stessi anni in Italia con l'intento, da un lato, di superare l'immanentismo neohegeliano, dall'altro di differenziarsi dalla neoscolastica recuperando e sviluppando nell'ambito del neoidealismo italiano i temi dell'attualismo gentiliano.
I maggiori esponenti dello spiritualismo novecentesco italiano possono essere considerati Armando Carlini, che per primo ne trattò, Luigi Stefanini, Felice Battaglia, Michele Federico Sciacca, Renato Lazzarini, tutti accomunati dalla religiosità cristiana cattolica fondata sulla trascendenza divina. 
Questi ritengono il filosofare come metodo intimistico scaturente dallo spirito soggettivo piuttosto che, com'era nella tradizione tomistica ripresa dalla neoscolastica, dall'analisi razionale basata sull'essere oggettivo reale.